# Pocillopora fungiformis
Espèce
Statut CITES
Pocillopora fungiformis est une espèce de coraux appartenant à la famille des Pocilloporidae.